# Bam Bam Bigelow
Scott Charles Bigelow (Asbury Park, 1º settembre 1961 – Hudson, 19 gennaio 2007) è stato un wrestler statunitense.
Era piuttosto famoso per il tatuaggio che copriva la sua testa e per il suo soprannome, The Beast from the East. Il suo ring name deriva da Bam Bam Rubble, un personaggio de Gli antenati (The Flintstones).

## Carriera

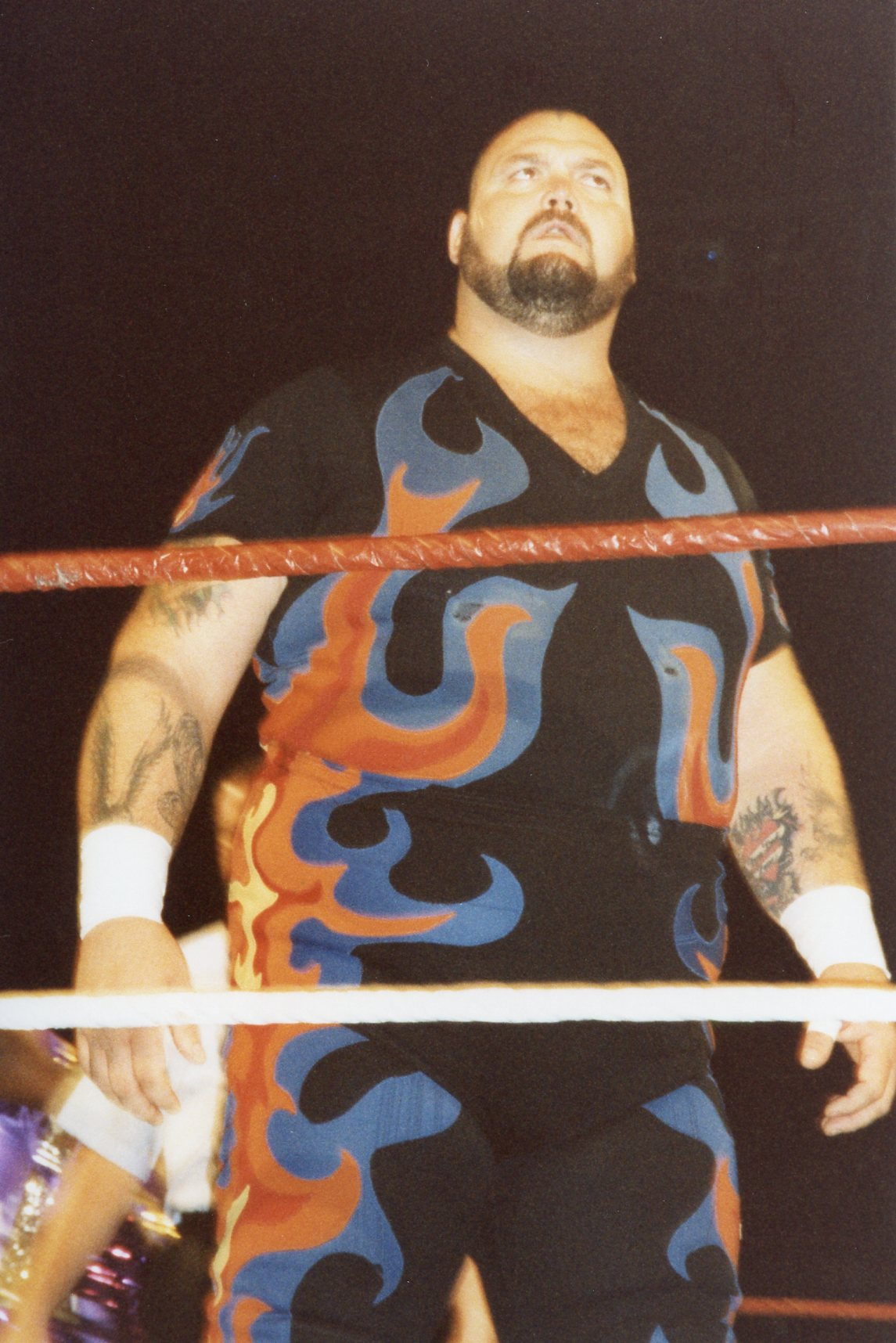
Bigelow negli anni novanta

Il debutto avvenne nel 1985 a Memphis nella federazione di Fritz Von Erich, lottando col nome di Crusher Yurkov. Lasciata Memphis, Bigelow adottò diversi nomi, fino al definitivo Bam Bam Bigelow. Nel 1987 fu poi assunto dalla World Wrestling Entertainment (allora WWF). Appena arrivato, fu corteggiato da diversi manager della WWF, tra cui Mr. Fuji e Slick che cercavano di assicurarsi i suoi servigi.
Nessuno di loro ebbe la meglio sugli altri poiché alla fine il manager scelto da Bigelow fu Oliver Humperdink. I primi incontri di Bigelow, che debuttò come face, furono contro il sovietico e allora odiatissimo Nikolai Volkoff, che aveva Slick come manager. Bigelow lottò nella squadra di Hulk Hogan nella prima edizione delle Survivor Series nell'autunno del 1987, eliminando i massicci King Kong Bundy e One Man Gang e venendo poi eliminato solo alla fine dal capitano della squadra avversaria André the Giant. Lottò nella WWF per poi fermarsi a causa di un'operazione al ginocchio poco dopo una sconfitta per count-out contro One Man Gang agli ottavi di finale del torneo per il titolo WWE vacante tenutosi il 27 marzo 1988 nell'edizione di WrestleMania IV.
Passò quindi brevemente alla Jim Crockett Promotions per sfidare Barry Windham per il NWA United States Heavyweight Championship e poi andò in Giappone per lavorare alla New Japan Pro-Wrestling di Antonio Inoki, dove in coppia con Big Van Vader vinse i IWGP World Tag Team Championship. Nel 1992 lasciò la NJPW per poi lottare in altre federazioni giapponesi come la Wrestle Association R (WAR). Tornò a lavorare nella WWF alla fine del 1992 come heel e partecipò al pay-per-view Royal Rumble nel gennaio 1993 in cui sconfisse Big Boss Man.

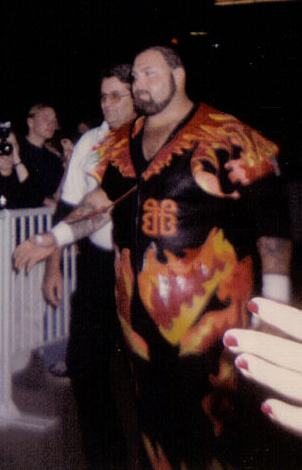
Bam Bam Bigelow nel 1995

Durante la primavera del 1993 Bigelow sfidò i migliori wrestler della WWF di allora: vinse contro parecchie superstar quali Owen Hart, Virgil e Tito Santana, ma registrò anche diverse sconfitte sia contro Bret Hart che contro The Undertaker. Nel mese di maggio, durante una puntata di Monday Night Raw, sconfisse il gigantesco Typhoon per qualificarsi ai quarti di finale del torneo King of the Ring, che per la prima volta nella storia sarebbe stato trasmesso in pay-per-view il 13 giugno a Dayton, Ohio. Durante i quarti di finale riuscì a battere Jim Duggan, per poi passare direttamente alla finale in quanto Tatanka e Lex Luger erano stati entrambi contati fuori dal ring durante il loro match nei quarti di finale.
Nell'incontro finale, Bam Bam disputò un match contro Bret Hart, ma alla fine il lottatore canadese si aggiudicò l'ambita corona di re con un super roll-up dalla terza corda che lasciò Bigelow con le spalle al tappeto per il conteggio 1-2-3. Intanto Bigelow, già dal periodo successivo a WrestleMania IX svoltasi il 4 aprile al Caesars Palace di Las Vegas, aveva avuto dei problemi col nativo americano Tatanka; problemi che si fecero sempre più pesanti e antipatici quando durante una puntata di Wrestling Superstars in aprile dietro le quinte Bigelow mise K.O. l'indiano e lo umiliò tagliandogli alcune ciocche della sua folta chioma rossa. In una edizione di Wrestling Challenge andata in onda a maggio i due si incontrarono in un match che fu vinto per count-out da Tatanka.
Il torneo King Of The Ring aveva momentaneamente alleviato l'attrito tra Bigelow e Tatanka, che nei rispettivi match di qualificazione avevano sconfitto Typhoon e Giant González e che nei quarti di finale dovevano affrontare rispettivamente Jim Duggan e Lex Luger. Subito dopo il torneo, la rivalità riprese e i due dovevano affrontarsi in un intergender tag team match a SummerSlam che prevedeva Bigelow e la sua main squeeze Luna Vachon contro Tatanka e la sua manager Sensational Sherri, che fin da Wrestlemania aveva avuto dei seri contrasti con Luna. Tuttavia, a causa di un infortunio subito da Sherri (seguito dal suo ritiro dalla federazione), l'incontro previsto per SummerSlam divenne un six-man tag team match, in cui Tatanka venne affiancato dagli Smokin' Gunns (Billy e Bart Gunn) mentre Bam Bam fu in squadra con i selvaggi Headshrinkers (Fatu e Samu).
Il match si concluse con una vittoria della squadra face proprio grazie a Tatanka che ha schienato Samu in seguito a un roll-up, nonostante Bigelow e i suoi due compagni abbiano dominato l'incontro. Inanellò poi una faida con Doink The Clown. Alle Survivor Series avrebbe dovuto affrontarlo ma si ritrovò, insieme a Bastion Booger e agli Headshrinkers, ad affrontare i Bushwhackers e i Men on a Mission, tutti e quattro sul ring con indosso una maschera di Doink. Il suo team verrà sconfitto per intero dagli avversari. Bigelow venne schienato per ultimo dopo un legdrop effettuata da Mabel. Alla Royal Rumble 1994 riprese lo scontro con Tatanka, ma questa volta in un match uno contro uno dove Bigelow sostituì l'infortunato Ludwig Borga. Il nativo americano ebbe la meglio, ma alla Rumble Bam Bam eliminò sia questi che Doink prima di lui. Ad eliminare the Beast from the East fu Lex Luger, uno dei co-vincitori della Rumble insieme a Bret Hart. Continuò poi la faida con il clown, venendo sconfitto per count-out. A Wrestlemania X riuscì a batterlo in un match che prevedeva i due lottatori affrontarsi in coppia con i loro rispettivi manager. Doink aveva con se il piccolo Dink, mentre Bam Bam la sua manager Luna Vachon. Bam Bam schienò Doink con la sua diving headbutt e vinse il match. A King of the Ring 1994 batté Sparky Plugg per qualificarsi ai quarti di finale del torneo. Il suo successivo avversario fu Razor Ramon che lo sconfisse. Terminato il torneo, Bam Bam ruppe il sodalizio con la sua manager per andare alle dipendenze di Ted DiBiase e della sua stable, The Milion Dollar Corporation. Venne affiancato ad I.R.S. per poter contendere i titoli di coppia appartenenti in quel momento agli Headshrinkers, ma la coppia Diesel-Shawn Michaels batté i samoani la sera prima che si tenesse l'evento, quindi Bigelow e Shyster non poterono avere più tale opportunità, nonostante la federazione avesse deciso inizialmente il cambio delle cinture a loro favore. McMahon però cambiò idea a pochi giorni dalla manifestazione. Batterono ugualmente i samoani in un match senza cinture in palio, ma solo per squalifica degli avversari. Ebbe poi una faida con Adam Bomb che riuscì a schienare durante il match delle Survivor Series, dove Bam Bam faceva squadra con Tatanka, King Kong Bundy e gli Heavenly Bodies. Insieme a Bundy, fu l'unico sopravvissuto del match. Gli avversari, oltre ad Adam Bomb erano Lex Luger, che era il capitano, Mabel e gli Smoking Gunns. Sempre alle Survivor Series si ruppe il sodalizio tra i campioni di coppia Diesel e Shawn Michaels, rendendo vacanti così i loro titoli. Ted DiBiase provò a conquistarli affiancando Bigelow a Tatanka per poter partecipare al torneo di coppia indetto dalla federazione. Tatanka e Bam Bam arrivarono alle finali battendo i Men on a Mission prima, e gli Headshrinkers poi. Ma durante la finale disputata nel pay per view Royal Rumble, il tag team di Ted DiBiase venne sconfitto da The 1–2–3 Kid & Bob Holly che divennero i nuovi campioni di coppia. L'incontro perso avvenne a causa di un errore molto grossolano di Bam Bam, che per l'imbarazzo venne abbandonato durante il match da Tatanka e il suo manager. La situazione andò avanti fino al main event di Wrestlemania dove perse contro il giocatore di baseball Lawrence Taylor. Venne licenziato così dalla corporation di Ted DiBiase dopo un altro match perso contro il WWF Champion Diesel. Diventò un face e iniziò una faida contro il suo ex manager e la sua stable. Il primo incontro lo vide vincitore in un match di coppia insieme a Diesel, contro Sid, uomo di punta della Corporation, e Tatanka. Poi affrontò e sconfisse quest' ultimo, stavolta in un match a ruoli invertiti, ed I.R.S. Ma contro Sid ebbe la peggio: perse l'incontro a causa di un'interferenza di Henry Godwinn, mentre si apprestava ad eseguire dalla terza corda la sua mossa finale, la diving headbutt. Lasciò poi nuovamente la WWF a causa, sembra, di alcuni problemi con i membri della Kliq. L'ultimo match prima del rilascio lo vide impegnato contro Goldust alle Survivor Series 1995, venendo sconfitto. Nei primi mesi del 1996 iniziò il suo 'stint' nella Extreme Championship Wrestling, dove riuscì a vincere l'ECW World Television Championship e il World Heavyweight Championship. Il 16 novembre 1998 debuttò nella World Championship Wrestling; ebbe diversi feud che lo videro affrontare molti wrestler ex-ECW, come Raven e Mike Awesome.
Nel giugno 2000, nel tentativo di salvare tre bambini intrappolati in un edificio in fiamme accanto casa sua, il 40% del suo corpo subì ustioni di secondo grado; fu costretto a due mesi di ricovero in ospedale. Bigelow restò nella WCW fino al marzo del 2001, quando la WCW venne acquistata dalla WWF. Il contratto del lottatore non passò alla WWF e restò nelle mani della Time Warner; il vincolo con la società di Ted Turner scadde nel giugno del 2002. Annunciò più volte il suo ritiro, ma non riuscì a stare lontano dal ring per molto tempo: partecipò a diversi match in alcune federazioni indipendenti e nell'ottobre del 2006 disputò il suo ultimo match.

## Gli ultimi anni
Nel 2000 divorziò dalla moglie Diane Fisher dalla quale aveva avuto diversi figli. Cinque anni dopo la donna fece causa a Bigelow per il mancato pagamento degli alimenti. Ebbe diversi problemi legati in particolar modo alla droga; era dipendente dall'ossicodone, un antidolorifico oppiaceo ed in un'occasione venne condannato per detenzione di cannabis.
Fu accusato di aver messo in pericolo la vita di un bambino a causa della sua guida spericolata, ma le accuse caddero due mesi dopo. Il 2 ottobre 2005 ebbe un incidente motociclistico ma se la cavò con la rottura del naso e qualche ferita; le cose però non andarono allo stesso modo per la sua fidanzata, Janis Remiesiewicz, che era in macchina con lui. Subito dopo l'incidente le sue condizioni erano critiche e per questo Larry Coggins, portavoce della Florida Highway Patrol, disse che Bigelow sarebbe stato accusato di omicidio qualora la donna fosse morta. Remiesiewicz si riprese e restò con lui fino al giorno della sua morte.

## La morte
Il mattino del 19 gennaio 2007 Bigelow fu trovato morto dalla sua compagna. La World Wrestling Entertainment ricordò Bigelow mostrando una sua foto e diede l'ultimo saluto con i classici dieci rintocchi della campana a bordo ring all'inizio di ognuno dei due show (Raw e SmackDown!). Il funerale del wrestler, svoltosi nel New Jersey, fu pagato da Vince McMahon, mentre un secondo rito funebre svoltosi in Florida fu finanziato attraverso una colletta tra i wrestler locali.
The Wrestling Observer, fonte tra le più autorevoli negli Stati Uniti nel campo del wrestling, riporta che i risultati dell'autopsia svoltasi sul corpo di Bigelow parlano di una quantità letale di droghe presenti nel corpo del wrestler al momento del decesso. In particolare, vengono citate cocaina e benzodiazepina (ansiolitico). Bigelow soffriva inoltre di problemi cardiaci, di diabete e di una grave infezione non meglio specificata.
Dopo i funerali, il suo corpo è stato cremato.

## Personaggio

### Mosse finali
- Wham, Bam, Thank You Ma'am (Diving headbutt)
- Greetings From Asbury Park (Over the shoulder sitout reverse piledriver) – ECW/WCW
- Nuclear Splash (Diving splash) – CWA
- Corner slingshot splash – 1987–1988

### Manager
- Larry Sharpe
- Diamond Dallas Page
- Sir Oliver Humperdink
- Paul E. Dangerously
- Rick Rude
- Luna Vachon
- Ted DiBiase

### Soprannomi
- "The Beast From the East"
- "The Flamed Wonder"
- "The Taz Killer"

### Musiche d'ingresso
- Welcome to the Jungle dei Guns N' Roses (ECW; 1997)
- The Zoo di Bruce Dickinson (ECW; 1998)

## Titoli e riconoscimenti
Continental Wrestling Association
- AWA Southern Heavyweight Championship (1)

Extreme Championship Wrestling
- ECW World Heavyweight Championship (1)
- ECW World Television Championship (1)

NWA Northeast
- NWA Northeast Heavyweight Championship (1)

New Japan Pro-Wrestling
- IWGP Tag Team Championship (1) - con Big Van Vader

Pro Wrestling Illustrated
- 68º tra i 500 migliori wrestler singoli nella PWI 500 (2003)
- 36º tra i 100 migliori tag team nella PWI 500 (2003) - con Big Van Vader

Universal Superstars of America
- USA Heavyweight Championship (1)

USA Pro Wrestling / USA Xtreme Wrestling
- USA Pro/UXW Heavyweight Championship (2)

World Championship Wrestling
- WCW Hardcore Championship (1)
- WCW World Tag Team Championship (2) - con Diamond Dallas Page e Chris Kanyon

World Class Championship Wrestling
- WCWA Television Championship (1)

World Wrestling Federation
- Slammy Award for Best Head (1987) - "Mean" Gene Okerlund

Wrestle Association R
- WAR World Six-Man Tag Team Championship (1) – con Hiromichi Fuyuki e Yoji Anjo
- Six Man Tag Team Tournament (1994) - con Genichiro Tenryu e Atsushi Onita

Wrestling Observer Newsletter
- Rookie of the Year (1986)
- Worst Worked Match of the Year (1993) - con Bastion Booger e gli Headshrinkers vs. The Bushwhackers e i Men on a Mission alle Survivor Series